# Miconia penningtonii
Miconia penningtonii е вид растение от семейство Melastomataceae. Видът е световно застрашен, със статут Уязвим.

## Разпространение
Разпространен е в Еквадор.